# Natrup (Hagen)
Natrup ist ein Ortsteil der Gemeinde Hagen am Teutoburger Wald (Landkreis Osnabrück) im Osnabrücker Land in Niedersachsen.

## Lage & Geschichte
Der Ortsteil liegt nahe der Grenze zum Bundesland Nordrhein-Westfalen. Er grenzt im Uhrzeigersinn im Norden an Hasbergen (3 km), im Osten an die Ortsteile Altenhagen und Gellenbeck, im Süden an den Ortsteil Sudenfeld und im Westen an den Tecklenburger Ortsteil Leeden (3 km). Die bedeutendste Verkehrsader ist die L95, die durch den Ortsteil in Richtung Hagen a.T.W und Georgsmarienhütte führt. Zudem verläuft hier die L89 in Richtung Hasbergen und Lengerich. Die nächste Autobahnauffahrt liegt in Lengerich an der Bundesautobahn 1. Am westlichen Rand des Ortsteils in Richtung Tecklenburg liegt der Bahnhof „Natrup-Hagen“, der im Stundentakt von der RB 66 „Teutobahn“ und vom RE 2 „Rhein-Haard-Express“ bedient wird. Der nächste Flughafen ist der Flughafen Münster/Osnabrück in rund 20 Kilometer Entfernung.
Die nächsten größeren Zentren sind Georgsmarienhütte und Lengerich, die Mittelzentren sind. Das Oberzentrum Osnabrück ist 12 km entfernt.
Ab dem 1. Januar 1971 gehörte Natrup-(Hagen) als Ortsteil zur damalig gegründeten Gemeinde Niedermark
dazu. Der Gemeinde Niedermark gehörten auch die Ortsteile Gellenbeck und Sudenfeld an. Die Gemeinde wurde nach knapp über 1 Jahr nach ihrer Gründung am  30. Juni 1972 wieder aufgelöst und in die Gemeinde Hagen am Teutoburger Wald eingegliedert.
Die Region ist ländlich und durch die Ausläufer des Teutoburger Waldes geprägt. Der Ortsteil wird von Bergen umgeben: Im Westen vom Leedener Berg, im Norden vom Hüggel, im Osten vom Borgberg und dem Grafensundern, im Süden vom Westerbecker Berg. Er liegt somit in einem Talkessel. Die höchste Erhebung ist der 180 m ü. NHN hohe Silberberg der als Ausläufer des Hüggel gilt.

## Wirtschaft und Infrastruktur
Im Ortsteil sind mehrere Unternehmen ansässig, unter anderem für Maschinenbau, Tourismus, Post und IT-Technik. Der Ortsteil verfügt über eine Grundschule, einen Dirtpark für Mountainbikes und BMX-Räder, eine evangelisch-lutherische Kirche und ein buddhistisches Zentrum.
Auch im Ortsteil wird beim Silberberg ein Steinbruch von den Osnabrücker Steinbruchbetriebe GmbH betrieben, diese sind ein Tochterunternehmen der DIECKMANN Bauen + Umwelt GmbH & Co. KG.